# Eightman
Eightman (エイトマン?, Eitoman), talvolta anche Eight Man o 8 Man, è un videogioco arcade per il Neo Geo del 1991 sviluppato da SNK con Pallas e pubblicato dalla stessa SNK. Trattasi di un picchiaduro a scorrimento basato sul manga e anime del 1963 di Kazumasa Hirai con lo stesso nome, considerato uno dei primi personaggi di supereroi cyborg dal Giappone.  Rimanendo fedele al suo concetto di super-robot che combatte il crimine, i giocatori assumono rispettivamente il ruolo di 8 Man e del suo compagno 9 Man in una lotta contro un esercito di robot malvagi invasori.

## Trama
Il detective Azuma Hachiro della Divisione Investigativa del Dipartimento di Polizia Metropolitana di Tokyo muore durante un'indagine, ma viene resuscitato dal Dr. Tani come Eight Man. Ken Tani sviluppa un super robot in America, ma fugge in Giappone per evitare che venga utilizzato impropriamente, diventando lui stesso un super robot (Nine Man) e aiutando il protagonista. Naturalmente, l'obiettivo di entrambi è sconfiggere l'esercito malvagio, i Superhuman Cyber.

## Modalità di gioco
In Eightman, i giocatori controllano l'omonimo supereroe cyborg (Giocatore 1) e il suo ex compagno rivale Nineman (Giocatore 2), attraverso livelli ambientati in un'ambientazione futuristica in cui un sistema bio-informatico chiamato Cyber minaccia l'umanità con il suo esercito di robot.
Durante la sessione, i giocatori possono muoversi solo tra sinistra e destra nei livelli, mentre i nemici vengono combattuti con il pulsante A o C (che attiva l'attacco speciale del personaggio), oltre al pulsante B che serve per saltare e premendolo quando si tiene premuto il joystick, i personaggi eseguono una scivolata. I livelli sono suddivisi in diverse fasi e alcune di esse prevedono che i giocatori inseguano un veicolo, mentre i nemici escono per attaccare. Lungo il percorso sono inoltre sparsi dei power-up da raccogliere che potenzieranno gli attacchi del giocatore, oltre a garantire bombe che ripuliscono lo schermo e danneggiano tutti i nemici in vista. Dopo aver raggiunto la fine di un livello, è necessario combattere un boss per avanzare al livello successivo.

## Accoglienza
In Nord America, la rivista RePlay ha riferito che Eightman era il quarto gioco arcade più popolare all'epoca. Ha ricevuto un'accoglienza generalmente positiva dalla critica sin dalla sua uscita nelle sale giochi e sul Neo Geo AES.